# 케겔 운동
케겔 운동(Kegel exercise), 또는 골반저 근육 운동이라고도 불리며, 골반저 근육의 일부를 이루는 근육을 반복적으로 수축하고 이완하는 운동이다. 이 운동은 하루에 여러 번, 몇 분 동안 수행할 수 있으며, 효과를 보기까지 1~3개월이 걸린다.
케겔 운동은 골반저 근육을 강화하는 것을 목표로 한다. 이 근육들은 인체에서 다양한 기능을 담당한다. 여성의 경우, 방광을 지탱하고 출산 후 발생할 수 있는 요실금, 질 및 자궁 탈출을 예방하는 역할을 한다. 남성의 경우, 이 근육들은 요실금, 배변 실금, 사정 등을 담당한다. 다양한 연구들은 이러한 운동을 돕기 위한 여러 도구들의 효과에 대해 논의하고 있다.
미국의 산부인과 의사 아놀드 케겔(Arnold Kegel)은 1948년에 이러한 운동에 대한 설명을 처음으로 발표했다.

## 작용 기전
케겔 운동은 골반저 근육인 치골미골근(pubococcygeus)을 강화하여 근육 톤을 향상시키는 것을 목표로 한다. 케겔 운동은 임신 후반기와 출산 시의 생리적 스트레스에 대비하여 임신 여성에게 자주 권장되는 운동이다. 다양한 전문가들은 질 탈출을 치료하고 자궁 탈출을 예방하는 데 케겔 운동을 추천한다. 남성의 경우, 전립선 비대증(BPH)과 전립선염으로 인한 통증과 부기를 치료하는 데 유용할 수 있다. 또한 남녀 모두 요실금 치료에 도움이 될 수 있다. 케겔 운동은 또한 성적 만족감을 증가시킬 수 있으며, 여성에게는 포모아르(pompoir)를 완수할 수 있도록 도와주고, 남성에게는 조루를 줄이는 데 도움을 줄 수 있다. 케겔 근육이 수행하는 여러 동작은 소변을 참거나 배변을 피하는 것이다. 이 근육 동작을 재현함으로써 케겔 근육을 강화할 수 있다. 소변 흐름을 늦추거나 멈추는 동작은 올바른 골반저 운동 기술을 테스트하는 데 사용될 수 있다.

## 건강 효과

### 여성
임신, 출산, 노화, 비만과 같은 요인들은 골반 근육을 약화시킬 수 있다. 이는 질 압력의 디지털 검사 또는 케겔 측정기를 사용하여 평가할 수 있다. 케겔 운동은 이러한 경우 골반저 근육의 힘을 되찾는 데 유용하다.
탈출증(Prolapse) 증상과 그 심각도는 골반저 운동으로 감소시킬 수 있다. 피드백을 통해 운동의 효과를 높일 수 있다.

### 남성
케겔 운동은 회음부 근육을 훈련시켜 산소 공급과 근육의 강도를 증가시킬 수 있다. 회음부 근육의 이름은 다음과 같다: 좌골해면체근(erection), 구해면체근(ejaculation), 외항문 괄약근, 줄무늬 요도 괄약근, 횡회음근, 전립선의 거상근, 직장거근.
조루는 남성의 사정이 삽입 후 1분 이내에 발생하는 것으로 정의된다. 회음부 근육은 사정 시 비자발적으로 수축할 때 관여한다. 좌골해면체근은 남성의 발기, 구해면체근은 사정을 담당한다. 케겔 운동을 규칙적으로 수행하여 이 근육들을 능동적으로 수축하면, 근력과 조절력이 증가하여 조루를 방지하는 데 도움을 줄 수 있다.